# 墨林乡 (荣县)
墨林乡，是中华人民共和国四川省自贡市荣县曾经下辖的一个乡。2019年9月撤销，其所属行政区域划归东兴镇管辖。

## 行政区划
墨林乡撤销前下辖以下地区：
墨林场社区、龚家沟村、土地坎村、吕仙村、牛头寨村、大石门村、杨柳沟村和川洞子村。